# Полунин, Виктор Тимофеевич
Виктор Тимофеевич Полунин — советский хозяйственный, государственный и политический деятель, академик РИА.

## Биография
Родился в 1938 году на руднике Голубовка в Ворошиловградской области. Член КПСС.
С 1963 года — на хозяйственной, общественной и политической работе. В 1963—2019 гг. — секретарь комитета ВЛКСМ Московского горного института, комсомольский и партийный работник в Москве, первый секретарь Черемушкинского райкома КПСС города Москвы, заведующий отделом Московского горкома КПСС, научный работник РИА, директор государственного учреждения «Московский дом национальностей», главный ученый секретарь РИА.
Делегат XXV и XXVI съездов КПСС.
Живёт в Москве.